# Lingue di suocera
Le lingue di suocera sono un dolce tipico dell'Abruzzo e fa parte dei Prodotti agroalimentari tradizionali abruzzesi.